# Башта Мікрюківського водогону
Башта Мікрюківського водогону — пам'ятка історії місцевого значення, водонапірна вежа та частина працюючого водогону в однойменній балці. Збудована 1885 року. Мікрюкова балка — балка в Нахімовському районі Севастополя, ліва притока Кілен-балки, у яку вона впадає схід висоти Мікрюкова. Названа на честь розташованого в балці хутора морського офіцера, учасника штурму Ізмаїла — Матвія Степановича Мікрюкова.

## Історія
Ордена Святого Георгія 4 класу Матвій Степанович Мікрюков — учасник штурму Ізмаїла, багато років служив на Чорному морі. Його син Віктор командував 1-м і 2-м бастіонами під час оборони Севастополя, кавалер ордена Святого Георгія 3 ст. та Святого Володимира 4 ст. Після війни служив на Каспії, у 1867 році, в чині контр-адмірала, повернувся додому.
Незабаром почалося облаштування хутора, що належав адміралу. Завдяки побудованому водогону, він був одним з найзеленіших і врожайних в окрузі. Визначною пам'яткою стала башта водогону. Вона побудована з кримбальского та інкерманського вапняку в 1885 році, в стилі неокласицизму. Вежа розташована над двома великими резервуарами і служить для їх вентиляції. До резервуарів веде невеликий коридор. У ці ємності вода надходить з декількох підземних каптажів і далі по трубах подається за призначенням. Квадратна в плані башта, з масивною глухою нижньою частиною, та вентиляційними прорізами, котрі виходять на кожну з чотирьох її сторін, завершується трикутним фронтоном. Дата побудови висічена у камені.
Якість виконаної роботи невідомого інженера призвела до того, що споруда зберігає свою функціональність навіть на початку 21 століття. Вона забезпечувала водою госпіталь ЧФ РФ ім. М. І. Пирогова, а також прилеглі садиби, використовується для поливу садів та городів. За столітню історію стіни технічної споруди вкрилися безліччю графіті XIX-XXI століть. Об'єкт оберігається хранителем, тож потрапити на нього без узгодження неможливо.